# Rajmund Stefan Bou Pascual
Rajmund Stefan Bou Pascual, Ramón Esteban Bou Pascual (ur. 12 października 1906 w Polop de la Marina, zm. 17 października 1936 w La Nucía) – hiszpański błogosławiony Kościoła katolickiego.

## Życiorys
Wstąpił do seminarium w Walencji, a święcenia kapłańskie otrzymał w dniu 22 czerwca 1930 roku. Był wikarym parafii w Almusafes; administrował parafią w Planes. Po wybuchu wojny domowej w Hiszpanii udał się do domu ciotki, jednak uciekł przez milicjantami na wieś, gdzie szukał schronienia. Ostatecznie wrócił do domu, gdzie dowiedział się, że jego ojciec i brat są w więzieniu. Został zastrzelony obok muru cmentarnego. Jest jedną z ofiar antykatolickich prześladowań religijnych okresu wojny domowej w Hiszpanii.
Rajmunda Stefana Bou Pascuala beatyfikował Jan Paweł II w dniu 11 marca 2001 roku jako męczennika zamordowanego z nienawiści do wiary (łac. odium fidei) w grupie 232 towarzyszy Józefa Aparicio Sanza.